# Wilhelm Marschner

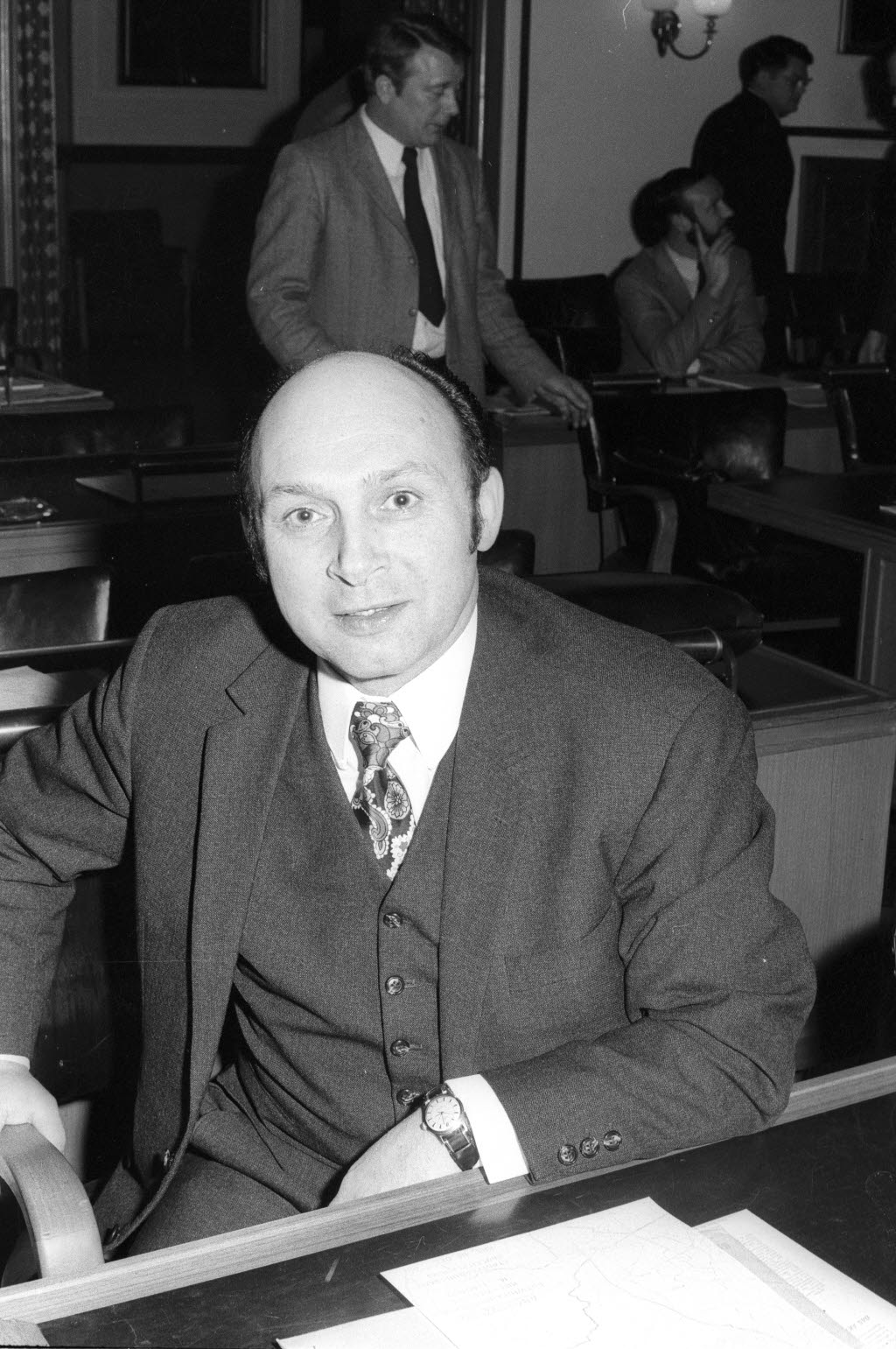
Wilhelm Marschner in der Kieler Ratsversammlung (1972)

Wilhelm Marschner (* 5. November 1926 in Niederkreibitz; † 2. September 2008) war ein deutscher Politiker der SPD.
Marschner war zunächst als Lehrer an der Friedrich-Junge-Schule in Kiel-West tätig und wurde dann Rektor an der Fröbelschule in Kiel-Gaarden-Süd. Er gehörte auch der Ratsversammlung der Stadt Kiel an und war ehrenamtlicher Sportdezernent. Von 1975 bis 1992 war Marschner ein Mitglied des Landtages von Schleswig-Holstein. Er gewann stets das Direktmandat im Landtagswahlkreis Kiel-Ost mit dem landesweit besten SPD-Ergebnis.

## Ehrungen
- 1982: Verdienstkreuz am Bande der Bundesrepublik Deutschland
- 1989: Verdienstkreuz 1. Klasse der Bundesrepublik Deutschland